# Здравко Шотра
Здравко Шотра (Козице, код Стоца, 13. фебруар 1933) српски је режисер и сценариста.

## Биографија
Дипломирао режију на Академији за позориште, филм, радио и телевизију у Београду. Запослен на Телевизији Београд готово од њеног оснивања, где је током 1970-их режирао шоу емисију „Образ уз образ”, са Драганом Николићем и Миленом Дравић која је постала веома популарна широм тадашње Југославије.
Добитник је награде Златна антена за допринос ТВ продукцији 2019. године.
Године 2024. објавио је књигу „Мојих 500 глумаца”.
До 1980. је био у браку са Никицом Мариновић са којом има сина Марка.

## Филмске режије
| Год.        | Назив                        | Жанр         | Награда |
| ----------- | ---------------------------- | ------------ | ------- |
| 1963.       | Инкогнито                    |              |         |
| 1977.       | Више од игре                 |              |         |
| 1978.       | Пуцањ у шљивику преко реке   |              |         |
| 1979.       | Освајање слободе             |              |         |
| 1981.       | Шеста брзина                 |              |         |
| 1982.       | Идемо даље                   |              |         |
| 1983.       | Игмански марш                |              |         |
| 1985.       | Држање за ваздух             |              |         |
| 1988.       | Браћа по матери              |              |         |
| 1989.       | Бој на Косову                |              |         |
| 1989.       | Госпођа министарка           |              |         |
| 1991.       | Ево наше деце                | документарни |         |
| 1994.       | Дневник увреда 1993.         |              |         |
| 1998.       | Лајање на звезде             |              |         |
| 2002.       | Зона Замфирова               |              |         |
| 2003.       | Илка                         |              |         |
| 2004.       | Пљачка Трећег рајха          |              |         |
| 2005.       | Ивкова слава                 |              |         |
| 2006.       | Где цвета лимун жут          |              |         |
| 2009.       | Рањени орао                  |              |         |
| 2009.       | Грех њене мајке              |              |         |
| 2012.       | Шешир професора Косте Вујића |              |         |
| 2016.       | Santa Maria della Salute     |              |         |
| 2021.       | Александар од Југославије    |              |         |
| надолазећи. | Милена                       |              |         |

## Серије
Нека од његових дела су:
- Више од игре (1976)
- Приче из радионице (1982)
- Учитељ (ТВ серија) (1983)
- Волим и ја неранџе... но трпим (1992)
- Где цвета лимун жут (2006)
- Рањени орао (2008/2009)
- Грех њене мајке (2009/2010)
- Непобедиво срце (2011/2012)
- Шешир професора Косте Вујића (2013)
- Santa Maria della Salute (2017)
- Александар од Југославије (2021)